# سیارک ۱۵۵۳
سیارک ۱۵۵۳ (به انگلیسی: 1553 Bauersfelda، نامگذاری:1940AD) هزار و پانصد و پنجاه و سومین سیارک کشف شده‌است که در ۱۳ ژانویه ۱۹۴۰ و در هایدلبرگ کشف شد.
قدر مطلق سیارک برابر ۱۱٫۷۰ است.